# Erstes österreichisches Museum für Alltagsgeschichte

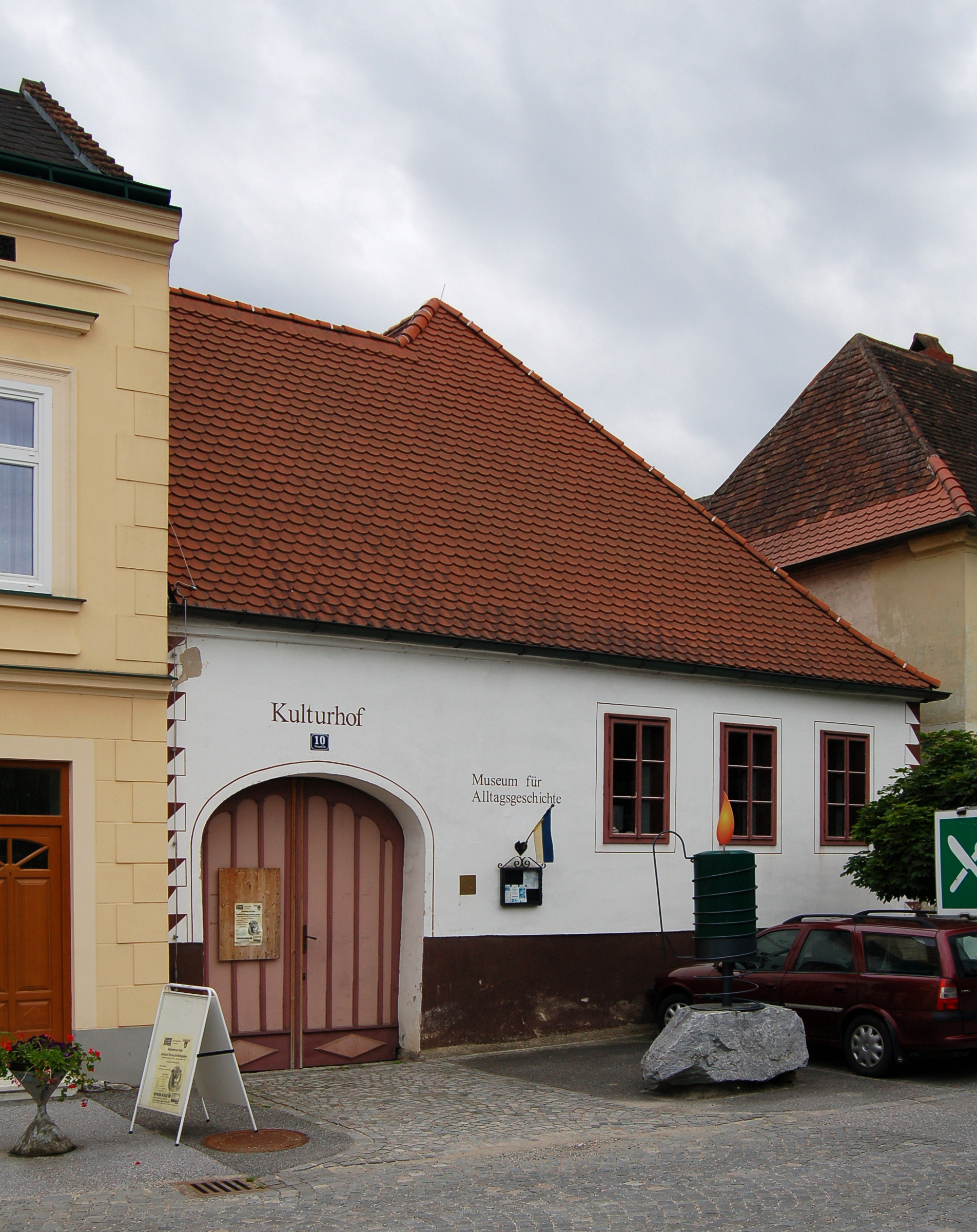
Das Museum für Alltagsgeschichte in Neupölla

Das Erste österreichische Museum für Alltagsgeschichte befindet sich im Ort Neupölla in der Marktgemeinde Pölla im Waldviertel in Niederösterreich. Der Themenschwerpunkt ist die Alltagsgeschichte und die soziale Veränderung der ländlichen Bevölkerung vom 17. bis in das 20. Jahrhundert.

## Museum
Das Museum für Alltagsgeschichte befindet sich in den Räumlichkeiten des ehemaligen Kulturhofes von Neupölla im Haus Nr. 10 und wurde 1997 anlässlich der 700-Jahr-Feier der ersten urkundlichen Nennung Neupöllas als Markt durch Landeshauptmann Erwin Pröll und mit Landtagspräsident Franz Romeder eröffnet. Träger des regionalgeschichtlichen Museums sind die Marktgemeinde Pölla sowie der Dorferneuerungsverein Neupölla. Als Leiter fungiert seit Anbeginn der Kunsthistoriker Friedrich Polleroß.
Das Museum verfügt über 6 Räumlichkeiten mit einer Fläche von 140 m² und annähernd 1000 ausgestellten Objekten. Der museale Anspruch wird in der Präsentation der Alltagsgeschichte und der sozialen Veränderung der ländlichen Bevölkerung der letzten 300 Jahre am Beispiel der Region zwischen Zwettl und Horn gezeigt. Das Konzept gliedert sich in folgende Bereiche: Pfarren und Gläubige (Zeitalter der Gotik und des Barock), Herrscher und Untertanen (Zeitalter des Absolutismus), Märkte und Bürger (handwerkliches Leben vom 17. bis ins 19. Jahrhundert), Wohn- und Besitzverhältnisse, Kochen und Essen. Gesonderte Bereiche werden der Hausweberei, die vormals einen wichtigen Nebenerwerb darstellte, und der Schusterwerkstätte von Josef Krammer (1904–88) aus Neupölla, eingeräumt.
In der Sonderausstellung Neupölla 10. Ein Haus und seine Bewohner wird die Geschichte der Familie Walter dargestellt, in deren Besitz sich das heutige Museum von 1752 bis 1955 befand. Die Familie arbeitete als Schuster und Landwirte und war sozial zwischen Bürgertum und Kleinbauerntum angesiedelt. Parallel zu dieser exemplarischen Familiengeschichte werden die damaligen politischen und allgemein gesellschaftlichen Entwicklungen aufgezeigt.

## Ausstellungen und Veranstaltungen
- 1998 Jahreshauptversammlung des Waldviertler Heimatbundes
- 1998 Sonderausstellung und Vortrag von Ernst Degasperi
- 1998 „Kulturstammtisch“ der Waldviertel-Akademie zum Thema „Museumskultur vom Festhalten der Heimat im Zeitalter der Globalisierung“ mit Susanne Hawlik (VHS Horn), Udo Wiesinger (Museum „Industrielle Arbeitswelt Steyr“) und Andrea Komlosy (Waldviertel-Akademie)
- 1998 Eröffnung der Museumserweiterung mit der Ausstellung „Neupölla 10: Ein Haus und seine Bewohner“, eröffnet durch Landtagsabgeordneten Karl Honeder
- 1998 Diavortrag „Jüdische Mitbürger in der Marktgemeinde Pölla und ihre Vertreibung vor 60 Jahren“ von Friedrich Polleroß
- 1999 Sonderausstellung „Gewürze“ des Niederösterreichischen Landesmuseums
- 1999 „60 Jahre Truppenübungsplatz - 60 Jahre Zweiter Weltkrieg“
- 2000 „Museum und neue Medien“
- 2000 Präsentation des „Museums für Alltagsgeschichte“ auf Schloss Malberg
- 2000 Sonderausstellung „Alltag in Ägypten. Fotos von Josef Polleroß“
- 2000 „Von Schustern & Schneidern. Über die Veränderungen der Gewerbestruktur im 20. Jahrhundert“
- 2000 Sonderausstellung „Krammer & Krammer. Alltagsgeschichte einer Handwerkerfamilie“
- 2001 „Vom Ochsengespann zu BSE. Zur Entwicklung der Landwirtschaft im 20. Jahrhundert“
- 2001 „Treffen des Historischen Arbeitskreises des Diözesanarchivs St. Pölten“
- 2001 Sonderausstellung „Als die Räder laufen lernten. Motorräder und Bilder zur Motorisierung im ländlichen Raum“
- 2001 Oldtimer-Korso
- 2002 Kulturstammtisch „Kriegsgefangen in der'Ostmark'. Die Lager Edelbach und Gneixendorf“
- 2002 Sonderausstellung „Wandel der Herzregion Waldviertel 1899-1999“
- 2002 Sonderausstellung „Hannes Scheucher - Gemälde“
- 2003 Sonderausstellung „Andreas und Helga Napetschnik: Buntes Waldviertel - Blumen und Landschaften“
- 2003 „30 Jahre Union – Sportverein Pölla“, 18. Juli – 17. August 2003
- 2004 Sonderausstellung „Wild’e Heimat“, mit einem von Vortrag (Wilderei) von Roland Girtler
- 2005 Fotoausstellung „Angelika Vogel: Von der Schönheit des Einfachen“
- 2005 Sonderausstellung „Heimatfilm und Liebesspiel. Kino im Waldviertel und die Lichtspiele in Wegscheid am Kamp (1948-1985)“
- 2007 Sonderausstellung „50 Jahre Kamp(stau)seen. Geschichte einer Landschaft“
- 2008 Sonderausstellung „40 Jahre Marktgemeinde Pölla“
- 2009 Sonderausstellung „Ansichtssachen“
- 2010 „OFLAG - Kriegsgefangenenlager Edelbach“
- 2011 Sonderausstellung „Waldviertler auf Safari - Exotische Tiere aus der Nähe gesehen“
- 2012 Sonderausstellung 2012: „Gemälde von Matthias Laurenz Gräff“, eröffnet durch Nationalrat Günter Stummvoll
- 2012 Vorstellung und Diskussion zum Buch „Hitlers Großmutter aus Strones und ein jüdischer Großvater aus Wetzlas?“ von Ilse Krumpöck
- 2012 Buchpräsentation „100 Jahre Tischlerei Zimmerl-Polleroß, Geschichte einer Waldviertler Familie“
- 2013 Sonderausstellung „100 Jahre Tischlerei Zimmerl - Polleroß. Geschichte einer Waldviertler Familie“
- 2015 Sonderausstellung 2015 „Langsam ist es besser geworden“
- 2017 Sonderausstellung 2017: „Österreich-Ungarn im Ersten Weltkrieg“
- 2019 Sonderausstellung 2019: „Jüdische Familien im Waldviertel und ihr Schicksal“

## Publikationen
- Friedrich Polleroß: Krammer & Krammer. Alltagsgeschichte einer Handwerkerfamilie aus Neupölla. 42 Seiten, 37 Abbildungen.
- Friedrich Polleroß (Hrsg.): Geschichte der Pfarre Altpölla 1132-1982. 596 Seiten, 220 Abbildungen.
- Friedrich Polleroß (Hrsg.): 1938. Davor - Danach. Beiträge zur Zeitgeschichte des Waldviertels (=Schriftenreihe des Waldviertler Heimatbundes 30), Neupölla - Krems/Donau 1988, 2. Auflage 1989. 460 Seiten, 170 Abbildungen.
- Friedrich Polleroß: Erstes österreichisches Museum für Alltagsgeschichte in Neupölla eröffnet. Sonderdruck aus: Das Waldviertel 46 (1997). 16 Seiten, 18 Abbildungen.
- Friedrich Polleroß (Hrsg.): 700 Jahre Markt Neupölla. Beiträge zur Geschichte der Marktgemeinde Pölla. Neupölla 1997. 362 Seiten, 259 Abbildungen.
- Friedrich Polleroß: Neupölla 10. Ein Haus und seine Bewohner. Sonderdruck aus: Das Waldviertel 48 (1999). 45 Seiten, 32 Abbildungen.
- Telestube Pölla: Schmankerl aus der Region Kampstauseen - Gföhlerwald. Durch die Mithilfe einiger Wirte, Hausfrauen und Hobbyköche entstand ein interessanter Spiegel der Kochkultur in der Region, Neupölla 2001. 90 Seiten.
- Friedrich Polleroß (Hrsg.): 100 Jahre Tischlerei Zimmerl - Polleroß. Geschichte einer Waldviertler Familie. 300 Seiten durchgehend färbig, hunderte Abbildungen.